# Matthew Brammeier
Matthew Martin Brammeier (Liverpool, Inglaterra, 7 de junio de 1985), conocido como Matt Brammeier, es un ciclista irlandés que desempeñó una carrera profesional desde 2006 hasta junio de 2018.

## Carrera deportiva
Nacido en Liverpool, Brammeier fue seleccionado para participar en el Campeonato Mundial de Ciclismo en Pista de la UCI de 2003 y representó a Gales en los Juegos de la Commonwealth de 2006.[cita requerida] Brammeier compitió para DFL-Cyclingnews-Litespeed en 2006 y fichó por el Profel Ziegler Continental Team para la temporada 2007[cita requerida].
Brammeier estuvo involucrado en un accidente en noviembre de 2007, cuando fue golpeado por un camión mezclador de cemento mientras entrenaba. Se rompió las dos piernas pero volvió al ciclismo conservando su contrato con Profel en Bélgica.
Declaró la nacionalidad irlandesa antes de la temporada de pista 2009 - 2010 e hizo un exitoso debut al terminar cuarto en la carrera scratch en la Copa del Mundo de Mánchester en octubre de 2009. Se convirtió en ganador de carreras en ruta en el Campeonato Nacional de Ciclismo de Irlanda en junio de 2010 al vencer a su compañero y campeón defensor Nicolas Roche.
En 2011 defendió su título irlandés en el nacional de ruta y también ganó el título nacional de contrarreloj individual. Se unió al Omega Pharma-Quick Step para la temporada 2012, antes de unirse a Champion System para 2013.
Después de la desaparición del Champion System, Brammeier firmó un contrato con el equipo Synergy Baku, el equipo continental respaldado por Azerbaiyán.
El 9 de agosto de 2015 chocó con un coche del equipo durante la sexta etapa del Tour de Utah. Inmediatamente después del incidente lo llevaron al hospital y le diagnosticaron lesiones en la pelvis, las costillas y el pulmón.
En junio de 2018 anunció su retiro del ciclismo y su nombramiento al puesto de entrenador principal de la academia en el programa de resistencia masculino de British Cycling a partir de agosto de ese año, con responsabilidad adicional para el equipo de ruta de élite masculino en las carreras internacionales, reemplazando a Rod Ellingworth.

## Palmarés
2010
- Campeonato de Irlanda en Ruta

2011
- Campeonato de Irlanda Contrarreloj
- Campeonato de Irlanda en Ruta

2012
- Campeonato de Irlanda en Ruta

2013
- Campeonato de Irlanda en Ruta

2015
- 1 etapa del Ster ZLM Toer

2016
- 2.º en el Campeonato de Irlanda en Ruta

## Resultados en Grandes Vueltas y Campeonatos del Mundo
Durante su carrera deportiva consiguió los siguientes puestos en las Grandes Vueltas y en los Campeonatos del Mundo en carretera:
| Carrera         | Carrera         | 2006 | 2007 | 2008 | 2009 | 2010 | 2011 | 2012 | 2013 | 2014 | 2015 | 2016 | 2017 | 2018 |
| --------------- | --------------- | ---- | ---- | ---- | ---- | ---- | ---- | ---- | ---- | ---- | ---- | ---- | ---- | ---- |
|                 | Giro de Italia  | —    | —    | —    | —    | —    | —    | —    | —    | —    | —    | —    | —    | —    |
|                 | Tour de Francia | —    | —    | —    | —    | —    | —    | —    | —    | —    | —    | —    | —    | —    |
|                 | Vuelta a España | —    | —    | —    | —    | —    | —    | —    | —    | —    | —    | —    | —    | —    |
| Mundial en Ruta | Mundial en Ruta | —    | —    | —    | —    | Ab.  | 36.º | —    | Ab.  | —    | —    | Ab.  | —    | —    |

—: no participa

Ab.: abandono

## Equipos
- DFL-Cyclingnews (2006)
- Profel (2007-2008)
- An Post-Sean Kelly (2009-2010)
- HTC-Highroad (2011)
- Omega Pharma-QuickStep (2012)
- Champion System Pro Cycling Team (2013)
- Synergy Baku Cycling Project (2014)
- MTN-Qhubeka/Dimension Data (2015-2016)
  - MTN-Qhubeka (2015)
  - Dimension Data (2016)
- Aqua Blue Sport (2017-2018[6])